# Svazek obcí mikroregionu Světelsko
Svazek obcí mikroregionu Světelsko je svazek obcí v okresu Havlíčkův Brod, jeho sídlem je Světlá nad Sázavou a jeho cílem je rozvoj regionu. Sdružuje celkem 14 obcí a byl založen v roce 2005.

## Obce sdružené v mikroregionu
- Dolní Město
- Druhanov
- Pohleď
- Kunemil
- Leština u Světlé
- Malčín
- Nová Ves u Světlé
- Příseka
- Sázavka
- Služátky
- Světlá nad Sázavou
- Trpišovice
- Vlkanov
- Ovesná Lhota